# ソララド
『ソララド』は、2003年12月28日にKey Sounds Labelより発売されたCDである。

## 概要
- ゲームブランドKeyより発売されたパソコンゲーム「CLANNAD」のイメージボーカルアルバム第1弾。オリジナルは2003年12月28日に発売され、2004年6月25日に一般発売された。ゲームの発売が遅れたため、オリジナル版はゲームに先行しての発売となった。
- 同ゲームに使用されたBGMに作詞・編曲を行いボーカル曲としたものを5曲、インスト曲を1曲収録している。ボーカルはゲームのオープニング・エンディング主題歌を担当したriyaがすべて歌っている。

## 収録曲
1. 少女の幻想（作詞：Key / 作曲：戸越まごめ / 編曲：たくまる）
原曲は原作の一パートである幻想世界で流れる「幻想」。作詞者のクレジットはあるが歌詞カードへの記載はなく、実質インスト曲である。リミックス版として「少女の幻想 ZTS Remix」がある。テレビアニメ第2期第22話では挿入曲として用いられた。
2. オーバー（作詞：Key / 作曲：折戸伸治 / 編曲：まにょっ）
原曲は原作のヒロインの一人である藤林杏のテーマ曲「それは風のように」。テレビアニメ第1期第18話では挿入歌として用いられた。
3. 海鳴り（作詞：Key / 作曲：折戸伸治 / 編曲：まにょっ）
原曲は「潮鳴り」。波の音をはさんで次曲に繋がる。
4. 遠い旅の記憶（作詞：riya / 作曲：折戸伸治 / 編曲：たくまる）
原曲は「雪野原」。
5. 一万の軌跡（作詞：Key / 作曲：折戸伸治・戸越まごめ / 編曲：まにょっ）
原曲は主な部分が「町、時の流れ、人」で、間奏部分に本作1曲目の「少女の幻想」のフレーズが用いられている。本作で最も長い曲である。
6. 空に光る（作詞：Key / 作曲：戸越まごめ / 編曲：たくまる）
原曲は同名の「空に光る」。